# 739
| [ Edytuj tabelę ]          |                                     |
| Król Asturii               | - 737 Favila 739 - 739 Alfons I 757 |
| Cesarz Bizancjum           | - 717 Leon III Izauryjczyk 741      |
| Chan Bułgarii              | - 738 Sewar 753                     |
| Cesarz Chin                | - 712 Tang Xuanzong 756             |
| Król Essexu                | - 709 Saelred 746                   |
| Cesarz Japonii             | - 724 Shōmu 749                     |
| Kalif                      | - 724 Hiszam 743                    |
| Patriarcha Konstantynopola | - 730 Anastazy 754                  |
| Król Longobardów           | - 712 Liutprand 744                 |
| Król Mercji                | - 716 Aethelbald 757                |
| Król Nortumbrii            | - 737 Eadbert 758                   |
| Papież                     | - 731 Grzegorz III 741              |
| Doża Wenecji               | - 726 Orso Ipato 742                |
| Król Wessexu               | - 726 Ethelheard 740                |

Rok 739 / DCCXXXIX
stulecia: VII wiek ~
VIII wiek ~
IX wiek

lata: 729 «
734 «
735 «
736 «
737 «
738 «
739
» 740
» 741
» 742
» 743
» 744
» 749

## Wydarzenia
- Europa
  - papież Grzegorz III poprosił frankońskiego majordoma Karola Młota o ochronę przed Longobardami

## Urodzili się
- Cuiwei Wuxue – chiński mistrz chan z tradycji południowej szkoły chan (zm. 824)
- Danxia Tianran – chiński mistrz chan

## Zmarli
- Jerzy – książę Neapolu
- Nothelm – arcybiskup Canterbury
- Pemmo – książę Friuli
- Songshan Puji – chiński mistrz chan